# 华尔街 (1987年电影)
《华尔街》（英語：Wall Street）是一部於1987年上映的美国剧情片，由20世纪福克斯公司发行，奥利弗·斯通执导，斯通和斯坦利·韦瑟共同编剧。主要演员包括迈克尔·道格拉斯、查理·辛、达丽尔·汉纳、马丁·辛、特伦斯·斯坦普、约翰·C·麦金雷和哈尔·霍尔布鲁克。影片讲述了一位名叫巴德·福克斯的年轻证券经纪人不顾一切地想要成功，并下决心跟随心目中的英雄哥顿·盖柯，一个有钱且不择手段企业掠夺者的故事。
斯通拍摄这部电影来向他的父亲罗·斯通致敬，后者是经济大萧条时期的一位证券经纪人。盖柯一角被认为是融合多位人物于一体，包括欧文·莫里斯（Owen Morrisey）、丹尼斯·莱凡、艾凡·博斯基、卡尔·伊坎、阿什·艾德尔曼、迈克尔·奥维茨、迈克尔·米尔肯和奥利弗·斯通自己。同时劳伦斯·怀德曼爵士一角则是以英国金融家兼企业掠夺者詹姆斯·戈德史密斯为蓝本。制片公司起初希望由华伦·比提来扮演盖柯，但他表示没有兴趣，斯通想找理查德·基尔，可基尔也没有接受。斯通最终选择了道格拉斯，尽管其他一些好莱坞从业人员都建议不要请他来出演。
电影获得了包括罗杰·艾伯特在内多位影评人的好评，道格拉斯赢得了奥斯卡最佳男主角奖，电影已经被视为1980年代的原型写照，道格拉斯扮演角色的台词“没有比‘贪婪’更好的词语了”（Greed, for lack of a better word, is good）已经被证明有着激励人们到华尔街工作的影响力，多年来仍然不断有人们走到辛、道格拉斯和斯通面前，表示自己正是因为受到他们在电影中扮演的角色所影响，而成为一位证券經紀人。
2010年9月24日，本片的续集《华尔街2：金钱永不眠》上映，斯通、道格拉斯分别回归担任导演和男主角，辛也有短暂客串。

## 剧情
1985年，巴德·福克斯是杰克逊·泰纳姆公司的一位初级证券经纪人，他极其渴望能往上爬，希望能早日成为自己心目中的英雄哥顿·盖柯那样的人物，盖柯是一位冷酷无情的华尔街传奇玩家，人所共知的企业掠夺者，他的价值观与巴德的父亲卡尔可谓是南辕北辙。卡尔是蓝星航空公司的一位蓝领维修领班，也是该公司技師工会的主席，他相信成功是依靠工作和真正创造某种价值来成就的，而不是对他人的商品和服务进行投机来达到。
巴德在盖柯的生日聚会上见到了对方并获得了短暂的面談机会，他向盖柯谈起股票，但对方不为所动。巴德意识到盖柯可能不会有意和自己合作，情急之下表示可以提供一些蓝星公司的内部信息，这些信息是他之前和父亲的一次随兴交谈中无意得知的。盖柯表示自己会考虑一下，巴德垂头丧气地返回自己的办公室，却惊喜地发现盖柯下了一份收购蓝星公司股票的订单而成为自己的客户。
盖柯把一些资金交给巴德进行管理，但巴德通过老实的调研所选择的股票都赔了钱。于是盖柯反过来将巴德收入自己羽翼之下，但迫使他以任何必要的手段来发掘新的信息。巴德的第一个任务是暗中监视英国的一位执行总裁劳伦斯·怀德曼爵士，并且辨明其下一个目标。巴德得知怀德曼正在对一家钢铁厂竞标。通过巴德的间谍活动，盖柯赚了大钱，而怀德曼则被迫购买盖柯取得的钢铁厂股份来完成他的收购。
巴德开始变得有钱了，享受着盖柯所承诺的福利，包括位于曼哈顿上东城的一套顶层豪华套房，还有一个年轻貌美的金发女友达丽恩，她是一位室内设计师。由于与盖柯的交易获得了大笔佣金，巴德在公司也得以升职，搬进了一间风景优美的角落办公室。他继续想方设计获得内线消息，并且把朋友当作稻草买家利用来发财。但他没想到的是，自己的多笔交易引起了美国证券交易委员会的注意。
巴德向盖柯提出一个新方案，收购蓝星航空公司并将其扩张，巴德亲自出任总裁，利用工会的让步来节省开支。虽然巴德没能说服父亲支持自己和盖柯，但他还是获得了工会的多数支持。然而巴德意外得知盖柯对于经营毫无兴趣，他真正的计划是收购后将整个蓝星公司拆散变卖，来获取公司退休金计划中的现金，让包括卡尔在内所有蓝星公司的雇员全部失业，巴德或者的确能当上总裁，但他也会是该公司的最后一任總裁。虽然知道自己可以在这个计划中发大财，但巴德却无法接受自己的父亲和看着自己长大的熟人全部失业，特别是他的父亲又一次心脏病发。巴德决定还是选择自己的家人和朋友，放弃对导师的追随。达丽恩拒绝加入对抗盖柯的阴谋，那不但是她事业上的大恩客，还是她的前任情人，愤怒的巴德于是与她分手。
巴德制订了一个计划，先把蓝星的股票价格抬高，后操纵其下滑。接下来他再和其他工会主席与怀德曼会面，并许以高额回扣来安排他买进蓝星的控股股东权益。盖柯意识到自己的股票正在暴跌，于是在巴德的建议下抛售了持有的所有蓝星股份。然而盖柯从晚间新闻得知怀德曼在买进蓝星，他马上意识到是巴德从中作梗。第二天，巴德得意洋洋地回杰克逊·泰纳姆公司上班，但却被在那守候的警察和美国证券交易委员会人员以內線交易的罪名逮捕。他泪留满面地被戴上手铐，在同事面前带走。
不知过了多久，巴德与盖柯在中央公园见面。盖柯斥责对方在蓝星事件中的所作所为，甚至动起手来，指控对方忘恩负义，两人不欢而散。巴德在自己的身上藏有录音设备，这一次见面的目标就是为了获取证据帮助执法部门指控盖柯。他把磁带交给了政府，对方告知由于他的合作，政府可以立案起诉盖柯，作为交换，巴德的刑期不会太重。之后巴德的父母开车送他到法院，卡尔告诉自己的儿子，他挽救蓝星公司的做法是对的，虽然他还是很可能要进监狱。电影的最后一个镜头中，巴德走上法院的台阶去面对自己罪行的一个公正裁决，但至少现在他问心无愧。

## 演员表
- 迈克尔·道格拉斯饰哥顿·盖柯（Gordon Gekko）
- 查理·辛饰巴德·福克斯（Bud Fox）
- 达丽尔·汉娜饰达丽恩·泰勒（Darien Taylor）
- 马丁·辛饰卡尔·福克斯（Carl Fox）
- 哈尔·霍尔布鲁克饰罗·曼海姆（Lou Mannheim）
- 约翰·C·麦金雷（英语：John C. McGinley）饰马文（Marvin）
- 特伦斯·斯坦普（英语：Terence Stamp）饰劳伦斯·怀德曼爵士（Sir Lawrence Wildman）
- 肖恩·杨饰凯瑟琳·盖柯（Katherine Gekko）
- 詹姆斯·斯派德饰罗杰·巴恩斯（Roger Barnes）
- 西恩·史東饰鲁迪·盖柯（Rudy Gekko）
- 詹姆斯·凯伦（英语：James Karen）饰林奇（Lynch）
- 弗兰克·阿多尼斯（Frank Adonis）饰查理（Charlie）
- 塔马拉·图尼（英语：Tamara Tunie）饰卡罗琳（Carolyn）
- 绍尔·鲁宾内克（英语：Saul Rubinek）饰哈罗德·萨尔特（Harold Salt）

## 制作及起源
1986年的《野战排》获得成功后，奥利弗·斯通想让自己在电影学院的朋友，洛杉矶剧作家斯坦利·韦瑟对1950年代的智力竞赛节目丑闻进行研究并编写一个剧本。不过到了故事的讨论会上，斯通又建议制作一部有关华尔街的电影。他提出的故事前提是两位投资伙伴卷入一些值得质疑的交易中，相互利用，之后两人都像《罪与罚》那样被检察官盯上。斯通早在1981年就考虑过制作这一类型的电影，其灵感来源于自己的父亲罗·斯通，后者曾是经济大萧条期间海登·斯通有限公司旗下的一名经纪人。导演认识一位日进斗金、起早贪黑的纽约商人，但他开始犯下错误而导致自己失去了一切。斯通回忆道，“我电影中的故事大纲基本上就是一个《天路历程》的故事，一个男孩受到很轻松就能得来的钱所诱惑而腐化。到了第三幕，他下决心自我救赎”。斯通请韦瑟阅读《罪与罚》，但后者觉得那个故事不能很好地与他们正在创作的故事融合。于是斯通请他再阅读《了不起的盖茨比》来寻找可用的素材，但编剧觉得该书中也没有合适的内容。韦瑟之前对金融世界缺乏了解，于是他埋头开始研究这个股票交易、垃圾债券和企业并购的世界。他与斯通花了三个星期到经济公司实地考察并对投资者进行采访。

### 剧本
韦瑟撰写的初稿题为《贪婪》（Greed），斯通则在写另一稿。起初剧本的主角是一位名叫弗雷迪·戈德史密斯（Freddie Goldsmith）的年轻犹太经济人，但斯通将其改名为巴德·福克斯来避免华尔街总是被犹太人所操纵的陈辞滥调。据报道称，哥顿·盖柯一角融合了多个人物的特点，包括1985年卷入2000万美元内线交易丑闻的欧文·莫里斯，还有丹尼斯·莱凡、艾凡·博斯基，企业掠夺者卡尔·伊坎，艺术收藏家阿什·艾德尔曼，经济人迈克尔·奥维茨和斯通自己。比如片中台词“贪婪是好的”就是基于博斯基在一场演讲中的话：“贪婪其实没什么”，斯通当时读到这句话时呆住了。据制片人爱德华·R·普莱斯曼所说，“一开始的时候盖柯这个角色并不是以哪个人为蓝本，但他有迈克尔·米尔肯的部分特点”。普莱斯曼还表示劳伦斯·怀德曼爵士是“以詹姆斯·戈德史密斯为蓝本”，此人是一位有一定知名度的亿万富翁，并且也是一个企业掠夺者。据韦瑟所说，盖柯说话的风格是受到了斯通的影响。“我正在写一些台词的时候会和奥利弗通電話，他有时候说话速度非常快，就像哥顿·盖柯那样”。斯通表示自己的作品受到了厄普顿·辛克莱、辛克莱·刘易斯和维克多·雨果的小说，还有帕迪·查耶夫斯基电影的影响，因为他们都成功地将一个复杂的题材清晰地呈现在观众面前。斯通把电影的时代背景设置在1985年，这是因为内线交易丑闻正是在这年开始达到高潮。这也导致剧本中出现了时代性的错误，包括其中提到的挑战者号航天飞机灾难，这一事件发生在1986年1月28日，因此不可能在1985年的时代背景下被人提及。

### 演员
斯通与汤姆·克鲁斯见面讨论过出演巴德·福克斯一角的事宜，但他其实心目中已经选定了查理·辛。斯通喜欢辛的“刚性”表演风格，并使用这种风格来表现巴德崇拜著盖柯的那種天真本性。迈克尔·道格拉斯刚刚摆脱了像《绿宝石》这类电影中的英雄角色，正好想找些暗黑和前卫的角色。制片公司希望请华伦·比提出演盖柯，但后者表示没兴趣。斯通一开始想请理查德·基尔但对方也没有接受，所以他选择了道格拉斯，虽然好莱坞的其他一些人建议他不要做这样的选择。对此斯通回忆道：“好莱坞每个人都警告我说迈克尔没演技，他主要是一位制片人而不是演员，他会把所有的时间都用来在自己的拖车里讲电话。”但导演发现“当他演出时，他会全情投入。”斯通表示他在道格拉斯身上看到了“恶棍的特质”，而且总是觉得他是个精明的商人。道格拉斯记得自己首次读到剧本时，“我觉得这真是个好角色。剧本很长，里面有一些不可思议的漫长而激烈的内心独白。我还从来没见过哪个剧本里面用单倍行距都还要用掉两或三页纸的独白呢。当时我想，哇！我的意思是，这真太不可思议了。”为了对出演角色做准备，他阅读了企业掠夺者T·布恩·佩金斯（T. Boone Pickens）和卡尔·伊坎的个人资料。
斯通让查理·辛在杰克·莱蒙和马丁·辛之间选择一位来扮演其角色的父亲，查理选择了自己的亲生父亲马丁。马丁·辛与其对应角色卡尔有相似的道德观。斯通选择了达丽尔·汉娜饰演巴德·福克斯的唯物主义女友达丽恩·泰勒，但总感觉汉娜很不喜欢这个角色，也不明白为什么她又会愿意出演。他以为汉娜是因为泰勒的唯物主义思想与她的唯心主义理念相冲突以致造成困扰，于是多次试图向她解释这个角色。斯通很早就知道她不合适这个角色。“达丽尔·汉纳对出演这个角色很不开心，我当初应该让她退出的。有一天拍摄完成后剧组所有人都希望请她走，但我太自傲了，我一直说自己会处理好的”。斯通也一度与另一位女演员肖恩·杨出现紧张，后者公开宣称应该炒汉娜的鱿鱼，再由自己接替其角色。杨与查理·辛也合不来，这导致片场出现了进一步的摩擦。之后回想起来，斯通觉得杨的意见是对的，自己应该把她和汉娜的角色掉换过来。斯通承认他是与肖恩·杨有“一些不快”，但他拒绝确认或否认有关杨在完成拍摄后拿走了其角色所有服装的传闻。

### 拍摄
斯通希望电影在纽约市开拍，并请求至少1500万美元的预算，这个数额在1980年代属中等水平。但之前为《野战排》投资的制片公司觉得这个项目风险太高而没有同意，于是导演和制片人普莱斯曼联系了20世纪福克斯，后者接受了方案。影片于1987年4月开拍，同年7月4日结束。据斯通所说，他是在“拍一部有关鲨鱼和猎奇的电影。鲍勃（指摄影师罗伯特·理查德森）和我想让摄影机成为一个猎食者。这里面没有丝毫的松懈直到你修复了查理父亲的世界，再用固定的镜头给予你一种不变的价值感。”导演将华尔街视为战场，他把人物对话的镜头拍得像是两人在打架一般，而多个人物一起的镜头他就让摄影机围着演员转动“让你感觉自己身处一个有鲨鱼的游泳池一般”。
投资银行家杰弗瑞·“疯狗”·贝克（Jeffrey "Mad Dog" Beck）是本片的技术顾问之一，他在片中出镜客串，扮演一位在讨论拆散蓝星公司会议上发言的男子。前纽约市负责财政和经济发展的副市长，投资银行家肯尼斯·理柏被雇请为电影的首席技术顾问。一开始他觉得这部电影只会是一种单方面的攻击于是拒绝了斯通，导演请他再考虑一下，理柏于是读了剧本，并写了一份13页的批评文章。例如他指出所有的角色都“道德沦丧”这点是不现实的。理柏向斯通建议了交易大厅所使用计算机的种类，一场商业会议中女性的准确比例，还有片中盖柯发表“贪婪就是好”演讲所处的年度股东大会上，需要选择哪些类型的临时演员坐下来等。斯通接受了理柏的批评，并邀请他对剧本加以改写。理柏给电影带来了平衡，这也有助于斯通在纽约证券交易所开市期间进入大厅现场进行拍摄。理柏还与斯通对罗·曼海姆一角出现了争议。斯通拍摄的一个场景显示诚实的曼海姆在内线交易面前让步了，理柏认为这可能导致观众以为任何一个在华尔街工作的人都是腐败分子，并坚持要在片中留有一个无可指摘的角色。斯通之后剪掉了这组镜头。
斯通还向卡尔·伊坎、阿什·艾德尔曼、已经被定罪的内线交易员大卫·布朗（David Brown），以及多位政府检察官和华尔街投资银行家进行了咨询。他还请来交易员作为演员的片场教练，教导他们怎样拿住电话，如何写出单据，怎么和客户交谈等。斯通请理柏设计一段为期6周的课程来将查理·辛培养成一位年轻的华尔街商業人士。辛对此表示，“我对他们能够保持那样的积极和动力实在深感佩服”。
道格拉斯请了一位语音教练进行呼吸控制练习，以便更好地适应电影中所需要的较快语速。据他所说，电影开拍后不久，导演还通过加强他“压抑的愤怒”来测试他训练的效果。有一次斯通进入道格拉斯的拖车问他是不是在嗑药，因为“你看起来好像从来没演过戏一样”，这话可把道格拉斯吓着了，他于是做了更多的调研并反复练习自己的台词，比之前都更严格地要求自己。所有的辛勤工作都在那段“贪婪就是好”的演讲中达到了高潮。斯通原计划在电影中用到一本《财富》杂志的封面来换取宣传广告，但《福布斯》杂志也给出了类似的提议。导演最终选择了《财富》，这让《福布斯》的老板迈尔康·福布斯很不爽，他之后拒绝了剧组借用自己游艇的要求。为了在有可能发生的美国导演工会罢工运动前完成影片的主体拍摄工作，斯通在最后几星期把每天的拍摄时间从12小时增加到了14小时。辛记得斯通总是看看剧本又看看表，他总是在担心时间和电影的预算。

## 原声音乐
《华尔街》的原创配乐由斯图尔特·科普兰德作曲，1988年发行了密纹唱片载体的电影原声带，1993年10月26日又发行了CD版本。
- 曲目列表[20]：

1. 《Kent Unpredictable》  （2:17）
2. 《Dietz Just Come Right in Here, Denise》  （3:05）
3. 《Talk We Know Where You Live》  （3:51）
4. 《Tick We Feel Too Much》  （2:46）
5. 《Trend He Has Heart》  （3:11）
6. 《Bud's Scam》  （2:51）
7. 《Are You with Me?》  （1:15）
8. 《rading Begins》 （2:25）
9. 《all Weeds》 （3:04）
10. 《Break-Up》  （2:03）
11. 《Anacott Steal》  （2:54）
12. 《End Title Theme》  （1:09）

## 主题
《华尔街》已经被视为对1980年代的一个原形写照，尤以道格拉斯的那句“没有比‘贪婪’更好的词语了”为甚。电影通过把金钱和权力与单纯和诚实相对抗来体现出大量的道德冲突，从而也提升了自己。卡尔的角色代表着电影中的工薪阶层，蓝星公司机械师工会主席。他经常对大企业、金钱、强制药物筛选和贪婪制造商等，一切他认为会对自己的工会构成威胁的人、事、物进行声讨。盖柯对财富的不懈追求与卡尔·福克斯观念之间的冲突形成了这部电影潜台词的基础。这一潜台词可以被形容为两位父亲通过斗争来夺取对儿子道德观念的控制权。斯通在之前拍摄的《野战排》中也使用了这一概念。在《华尔街》中，努力工作的卡尔·福克斯和恶性竞争的哥顿·盖柯都代表了父亲。电影的制作人员把卡尔当作他们在电影中的代言人，在盖柯无节制的个人哲学所带来创造性破坏之中，一个仍然保持理性的声音。
电影中的一个重要场景是盖柯在一次股东会议上的演讲，他计划要接手这家公司。从更广阔的范围上来说，斯通利用这个场景来给予盖柯所代表的华尔街掠夺者们，一个把自己行为合理化的机会，盖柯也令人难忘地做到了这一点，他指出美国企业在战后的岁月里所累积起来的懒惰和浪费，并将自己视为一个“救星”。“贪婪就是好”这场演讲的灵感有两个来源。首先，盖柯抱怨某公司管理人员仅拥有不到3个百分点的股权，而且也配有太多的副总裁职位，这一部分来自于卡尔·伊坎在对自己试图收购的一家公司所做的类似演讲。对于贪婪的辩护则是来自于1986年5月18日，日后将被判内线交易罪名成立的套利交易商艾凡·博斯基在加州大学柏克莱分校工商管理学院毕业典礼上所做的一次演讲，他说，“顺便说一句，贪婪其实没什么。我希望你明白这一点。我认为贪婪是健康的。你可以在贪婪的同时仍然自我感觉良好”。
《华尔街》没有对资本主义系统提出全盘的批判，而是针对1980年代玩世不恭、急功近利的文化。电影中的“好”角色自己也都是资本家，但属于更稳定和勤劳的那一部分。电影中有一幕盖柯对巴德·福克斯有关辛勤工作的道德价值问题嗤之以鼻，并且援引自己辛勤工作了一辈子，到死都还是碌碌无为的父亲为典型。罗·曼海姆是老好人导师的原型，他在电影开场后不久说，“好事有时候需要时间”，这指的是IBM和希尔顿。与此对应，盖柯的“贪婪就是好”正是1980年代流行的典型短期信条。

## 反响
《华尔街》于1987年12月11日起在730家电影院上映，首周入账410万美元，在北美地区共计获得4380万美元的票房收入。影片获得影評人较好的评价，根据烂蕃茄上收集的49篇评价文章，其中38篇给出“新鲜”的正面评价，“新鲜度”为78%，平均评分6.8（最高10分），而在Metacritic上收集的16篇评论文章中，有8篇给出好评，2篇差评，6篇褒贬不一，平均得分56（满分100）。《纽约时报》影评人文森特·坎拜（Vincent Canby）在其文章中虽然对影片的整体表现颇有微词，但仍然赞扬男主角迈克尔·道格拉斯在片中给出了“他演艺生涯中最为精彩的表演”。《芝加哥太阳报》影评专栏作家罗杰·艾伯特给予本片三星半（最高为四星）的评价，赞扬影片中“将所有有关金融交易中不择手段的一面都处理得既复杂但又合乎情理真实可信，任何人都能看懂这部电影，因为股票交易中的贪婪和黑幕都清晰且透明地体现了出来，让所有的观众都清楚这到底是怎么一回事，而且都明白其中的原因”。《时代周刊》的理查德·科利斯（Richard Corliss）写道，“这回他干出一身臭汗但还是没达到目的，就像一个铁人三项运动员在跑步机上一样。但只要他不停下来，那么观看他继续自己的事业就有一种可怕的乐趣”。杰·斯科特（Jay Scott）在《环球邮报》中称赞了两位主角的表演，《华盛顿邮报》的丽塔·肯伯利（Rita Kempley）认为电影的道德宣传意味降低了总体质量，那些说教段落正是电影表现最薄弱的环节。
迈克尔·道格拉斯在获得奥斯卡最佳男主角奖上台致辞时，感谢导演奥利弗·斯通“选择我来出演这样一个几乎其他任何人都认为我演不了的角色”，他还因本片获得了第45届金球奖最佳戏剧类电影男主角奖。而达丽尔·汉娜的情况则完全相反，她因本片中纯粹花瓶式的表演而被提名金酸莓奖最差女配角奖。迈克尔·道格拉斯在片中典型金融大鳄的装束是由阿兰·弗鲁瑟根据80年代雅痞的形象而设计。2003年，美国影艺协会进行了一项名为AFI百年电影史百大银幕英雄与恶魔的评选，迈克尔·道格拉斯扮演的哥顿·盖柯榜上有名，在恶魔榜上名列第24位；2005年，美国影艺协会又进行了AFI百年电影史百大经典台词的评选，本片中哥顿·盖柯的台词“没有比‘贪婪’更好的词语了”（Greed, for lack of a better word, is good.）名列第57位。
1990年，随着1980年代的偶像人物如迈克尔·米尔肯和伊凡·博斯基都因与内线交易相關的法律相抵触而逃跑，《新闻周刊》杂志封面出现了一个这样的问题：“贪婪死了吗？”（Is Greed Dead?）多年来，电影的编剧斯坦利·韦瑟遇到过许多人告诉自己，“这部电影改变了我的一生。我一看到就知道自己想要从事这个行业。我希望成为像哥顿·盖柯（那样的人）”。除此以外，查理·辛和迈克尔·道格拉斯也不断有遇到他人表示，自己正是因为对方在电影中扮演的角色而成为股票經紀人。斯通被人问起《华尔街》中描绘的金融市场为什么会发生变化，他回答，“在1980年代市场就已经存在的问题，不断成长为一个庞大了很多的现象。安然公司是虚幻的，从一定程度上来说，哥顿·盖柯的买进和卖出也一样是虚幻的……肯尼·莱就是新的哥顿·盖柯”。《娱乐周刊》的歐文·格萊伯曼于2009年对这部电影进行了评价，认为该片“揭示了一些当年无法预料，只有在如今才能意识到的东西。世界上的哥顿·盖柯并不只是在变得有钱，他们还创造了另一个现实，这个现实将会在我们所有人面前坍塌”。
2007年9月18日，《华尔街》发行了20周年纪念版，其中增加了斯通在镜头上对电影所作的介绍，大量的删除场景，“贪婪就是好”的花絮，以及对迈克尔·道格拉斯和查理·辛的视频采访。

## 续集
2007年，《纽约时报》报道称有一部续集《華爾街：金錢萬歲》正在进行前期制作。迈克尔·道格拉斯继续出演哥顿·盖柯一角。电影中他刚刚出狱，然后重新进入了这个已经比他所见更加混乱的金融世界。查理·辛也在片中以巴德·福克斯的身份客串出镜。达丽尔·汉纳不会参与到续集中。
2009年4月，20世纪福克斯公司确认续集正在开发并宣布奥利弗·斯通将出任导演。此外在演员方面，希亚·拉博夫和乔什·布洛林均获邀出演。一开始剧组还曾考虑过请哈维尔·巴登加入，但之后由于档期上存在冲突而取消。影片于2010年9月24日上映。